# 銃剣とブルドーザー

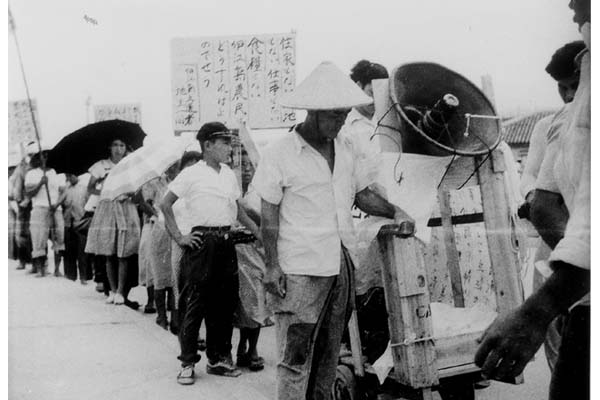
1955年7月、再び米軍に土地を奪われた伊江島の農民は人々に訴えるため「乞食行進」をはじめた。

銃剣とブルドーザー (じゅうけんとブルドーザー) は、朝鮮戦争下の1950年代にアメリカ軍（以下、米軍）が占領下の沖縄で武装兵を送りこんで基地を拡大した一連の土地の強制接収を指す表現。沖縄戦後から米軍の占領下にあった沖縄で、米軍はさらに土地接収を進めるため、1953年4月に「土地収用令」を公布した。米軍は土地と家屋と生活を守ろうと抵抗する住民に対しては武装兵を出動させて土地から追放し、ブルドーザーを使って家屋を押しつぶしながら軍用地として土地の強制接収を進めたことから、「銃剣とブルドーザー」と呼ばれる。

## 概要
沖縄戦のさなか、米軍は住民を収容所に送りながら広大な土地を接収して、基地建設を進めた。1951年サンフランシスコ講和条約の発効後、米軍に接収された土地の補償を求める声が上がったため、1952年11月、土地を接収された住民と賃借契約を結ぶための米国民政府布令第91号「契約権について」が公布されたが、賃貸借期間は20年、一坪の年間賃料は2セント(B円1円80銭)程度、約9坪でコカコーラ1本分という悪条件であったため、契約に応じる人はほとんどいなかった。

## 1953年4月 米国民政府の「土地収用令」
1953年4月、琉球列島米国民政府は、新たな土地を接収するため、軍用地接収の手続きを定めた米国民政府布令第109号「土地収用令」を公布し、強制的な土地接収を開始した。武装兵により強制的に住民の土地を奪い、家屋をブルドーザーで破壊した。アイゼンハワー大統領は1954年1月に沖縄基地の無期限保有を宣言し、米国民政府は軍用地料の「一括払い」を公表したが、住民はこれに激しく抵抗し、琉球政府は土地を守る四原則、1.一括払い反対、2.適正補償、3.損害賠償、4.新規接収反対の4つのスローガンを掲げて対抗した。

### 1953年4月 真和志村 銘苅・安謝・天久

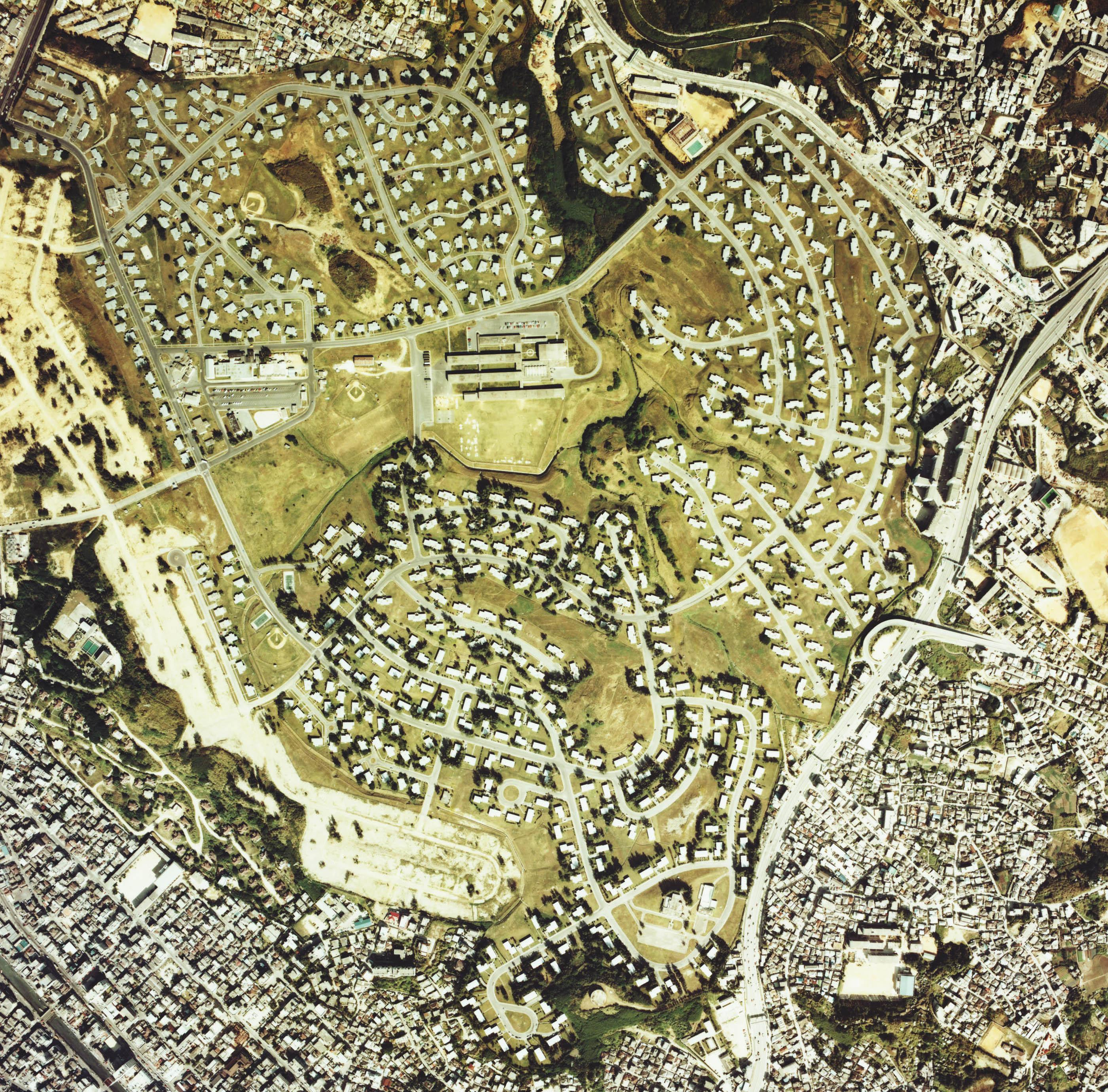
牧港住宅地区 (1977年)

島尻郡真和志村（現・那覇市）はシュガーローフの戦いなど壮絶な白兵戦が長期にわたって展開された沖縄戦の激戦地であり、住民の多くが犠牲となり、土地は焦土となっていた。生き残った住民は民間人収容所に送られ、故郷に帰還できたのは1947年頃だった。
1952年10月16日、米国民政府は、12月10日までに銘苅(めかる)、安謝(あじゃ)、天久(あめく)の集落を明け渡すよう通告したが、立法院は、このような収用権原はないと主張した。
1953年4月3日、米民政府は「土地収用令」を発行し、４月10日に通告、翌11日の早朝には、米軍の武装兵に警護されたブルドーザーが次々と土地を接収した。
接収地は米軍の住宅地「牧港住宅地区」となり、プール、スケート場、ゴルフ場、小学校等の関連施設も建築されフェンスで囲われた。
1987年に返還され、不発弾などの土地整備の後、2009年11月には「那覇新都心地区おもろまちの再開発事業」として「ツインタワー」「DFSギャラリア・沖縄」、「沖縄県立博物館・美術館」、大型公園「新都心公園」などが造成された。

### 1953年12月 小禄村 具志

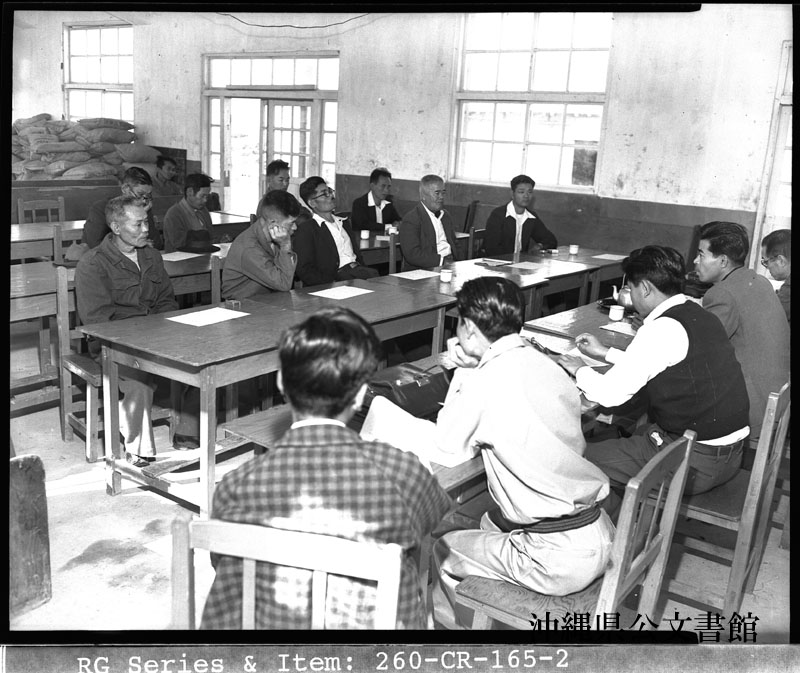
1953年12月20日の小禄村具志の住民と民政府土地課による土地問題についての「座談会」 (米国民政府が撮影)

現在の那覇空港がある場所は、かつては島尻郡小禄村とよばれていた。1933年8月、日本軍が旧小禄村大嶺の土地を強制接収し小禄飛行場を建設した。大田実海軍中将率いる小禄での戦闘後は米軍の各種空港施設となっており、小禄村具志の多くも既に軍用地として占領されていた。米軍が具志・宮城・高良・赤嶺の住民に帰村を許可したのは1947年8月のことであった。米軍はこの時点で既に小禄村の面積の70.45%を占有していた。住む場所を奪われた住民は、米軍が廃棄したテントを張ったり、トタン葺きの仮住まいを建て、そこに何世帯かが同居することもまれではなかった。
1953年4月、米国民政府はさらに住宅地となる軍用地を強制接収するため、12月5日に具志に武装兵を出動させ、残りの土地の約2.4万坪を強制接収し、米軍の那覇空軍・海軍補助施設として利用した。

### 1955年3月 伊江島 真謝・西崎
1945年4月16日、沖縄戦の伊江島の戦いでは、日本軍の「東洋一」とよばれた飛行場があったため、米軍の6日間にわたる激しい攻撃の標的となった。軍民一体となった島ではアハシャガマやユナパチクなどの壕では住民の集団死などもおこり、人口約半数の1,500人の島民の命をうばわれた。米軍はその後、伊江島補助飛行場を建設するため、捕虜となった住民をまだ日本軍が潜伏する渡嘉敷島や、沖縄本島北西部の名護市辺野古にある最も劣悪な環境にあった大浦崎収容所に強制収容した。伊江村の帰島が許可されたのは1947年3月のことだった。翌年の1948年8月6日には、伊江島米軍弾薬輸送船爆発事故がおこり、死者107名、負傷者70名という米軍統治下で最も多くの犠牲者をだした。
1953年7月15日、米軍は地上標的を造成を目的として伊江村真謝、西崎の住民に立ち退きを通告し、1954年に工事を始めた。
1955年3月10日、米軍は最後通告を行い、翌11日に杭を打ち始めた。地元住民は中止を嘆願するが、14日には家屋に火をつけ、ブルドーザーで家屋や飲料水タンクを次々と引き倒し接収した。この新たな地上標的は、LABS(低高度爆撃法）という当時開発されたばかりの爆撃方法に基づく核爆弾投下の模擬訓練をおこなうためのものだった。
阿波根昌鴻らは7月から翌年の1956年2月にかけて沖縄本島で非暴力による「乞食行進」を行って、米軍による土地強奪の不当性を訴え、1956年夏の島ぐるみ土地闘争に大きな影響を与えた。
1961年に「伊江島土地を守る会」が結成され、団結道場を真謝に建設し、当時の歴史を今に伝えている。

### 1955年7月 宜野湾村 伊佐浜

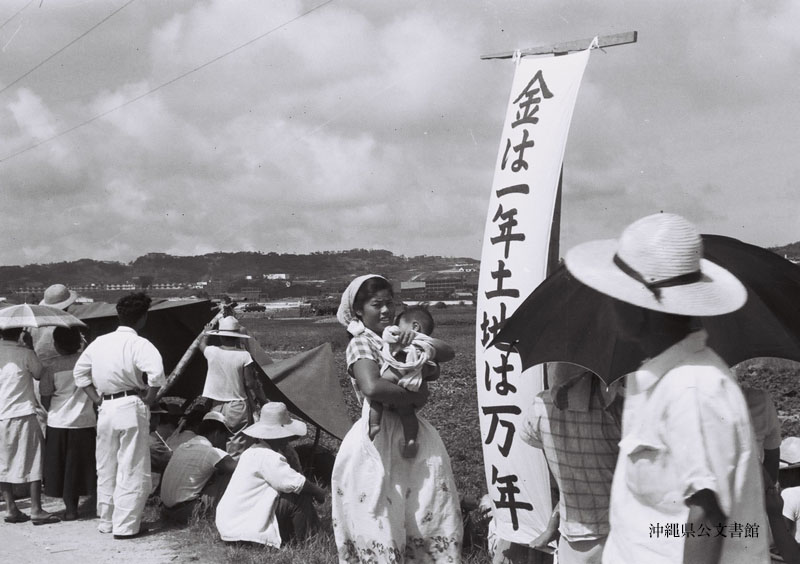
米軍による土地の強制接収に抵抗する人々。宜野湾伊佐浜 「金は一年土地は万年」の幟 (1955年7月)

1945年の沖縄戦で、日本軍は宜野湾の地形を反斜面陣地として利用した。宜野湾は激戦地となったため、多くの住民が犠牲となった。6月には普天間飛行場建設が始まり、他にもキャンプ・マーシー、キャンプ・ブーンといった多くの基地が作られたため、沖縄戦を生き残り、米軍の民間人収容施設に送られた住民の帰村は極めて困難なものとなった。
1954年4月、米軍は「沖縄有数の美田」といわれた宜野湾市伊佐浜の土地に、水稲の植付を禁止する指令を出した。理由は、蚊が発生し脳炎を媒介するとのことであった。そののち民政府は住民に立ち退きを勧告した。キャンプ瑞慶覧の拡大の為だった。住民は「私が車に轢ひき殺されたとしても、我々の生計が保障されない限り、私は伊佐浜を出て行かない」「戦争が終って10年が経つ今日、我々の生計の基盤は伊佐浜の土地に託されたのだ」と激しく立ち退きに抵抗した。これらの住民の発言は当時の米国民政府公安局が翻訳し記録している。
1955年3月11日、一部地域の強制接収が執行され、翌12日には座り込みをしている住民が強制退去させられた。7月19日、暗いうちに武装兵を乗せたトラックとブルドーザーがライトを消して地域を包囲し、早朝4時半、厳戒態勢の中で銃剣を構えた米兵が警備する中、水田に砂利が落としこまれ、ブルドーザーが耕地の地ならしを始めた。住民約200人が駆け付け中止させたが、区長は基地に連行され、取り調べを受けた。30世帯あまりの住民が生活の場を失い追い立てられた。
米軍との妥協を強いられる村の男たちの一方で、交渉の現場から疎外されていた伊佐浜の女たち約20人は「農地一つないところへ移動しては子供達の養育はできない」と強く琉球政府の主席に直訴を行った。伊佐浜土地闘争は伊佐浜の女性たちが声を上げリードしていった。
米軍から追われた32世帯、住民約140人は住む場所を奪われ、戦争引揚者の収容施設だった沖縄市高原のインヌミヤードイのトタン屋根暮らしを強いられた (1956年9月のエマ台風で壊滅的な被害を受けた) 。そのうち10世帯60人は琉球政府の薦めでブラジル移住を決断し、1957年の夏にサンパウロ州サントス市に向けて出発した。人種差別のない新天地といわれたが、劣悪な環境とインフレの波で過酷な生活を強いられた。10家族のうち1世帯は7年後に帰郷する。またボリビアのオキナワ移住地に移住する家族もいた。

### 1953年8月 読谷村渡具知
1945年4月1日、日本軍の北飛行場があったために米軍の最初の上陸地点となった読谷村では、米軍占領下で村の大半が米軍基地化されていたため、各地の収容所に送られた住民は戦後もなかなか帰村することもできなかった。1951年5月、米軍は渡具知区の帰村許可を出し、住民は6年ぶりに渡具知に復帰した。翌年1952年9月に移動完了祝賀会を済ませ、これから地域の復興をという時、突然1953年1月に米軍から立ち退き命令が伝えられた。トリイ通信施設の南側に「楚辺戦略通信所」を新しく敷設するためだった。3月、住民は立ち退き取り消しのための請願書を提出するなどしたが、8月13日、比謝後原へ移住した。

## その後
1960年頃になっても、ベトナム戦争と冷戦構造の激化を背景に、沖縄の新規の土地収用は続いた。那覇軍港やホワイトビーチ、嘉手納飛行場等でさらに拡張工事がなされ、天願桟橋のある具志川市昆布 (昆布の土地闘争) 、糸満市喜屋武、知念村志喜屋でも新たに土地接収が行われた。